# Logi Geirsson
Logi Geirsson   (Reykjavík, 10 d'octubre de 1982) és un jugador d'handbol islandès, ja retirat, guanyador d'una medalla olímpica. Jugava de lateral esquerre.
El 2008 va prendre part en els Jocs Olímpics d'Estiu de Pequín, on va guanyar la medalla de plata en la competició d'handbol. En el seu palmarès també destaca una medalla de bronze en el Campionat d'Europa de 2010. Amb la selecció islandesa jugà un total de 97 partits en què marcà 289 gols.
A nivell de clubs jugà al FH Hafnarfjörður, TBV Lemgo (2004-2010) i novament FH Hafnarfjörður (2010-2011). En aquests anys guanyà la Copa EHF de 2006 i 2010 i la lliga islandesa de 2011. Diverses lesions a l'espatlla dreta l'obligaren a retirar-se el 2011.